# Sylivka
Sylivka  (ucraniano: Силівка) es una localidad del Raión de Ivanivka en el Óblast de Odesa de Ucrania. Según el censo de 2001, tiene una población de 82 habitantes.